# Гранитное (Житомирский район)
Гранитное (укр. Гранітне, до 2024 года — Красногорка) — село на Украине, находится в Хорошевском районе Житомирской области.
Население по переписи 2001 года составляет 138 человек. Почтовый индекс — 12104. Телефонный код — 4145. Занимает площадь 0,567 км².

## Адрес местного совета
12132, Житомирская область, Хорошевский р-н, с. Поромовка, тел.: 63-2-31